# 14-й моторизований корпус (Третій Рейх)
14-й моторизований ко́рпус (нім. XIV Armeekorps (mot.) — армійський корпус (моторизований) Вермахту за часів Другої світової війни. 21 червня 1942 переформований на 14-й танковий корпус.

## Історія
XIV-й моторизований корпус був сформований 1 квітня 1938 в 11-му військовому окрузі (нім. Wehrkreis XI) в Магдебурзі.

## Райони бойових дій
- Німеччина (квітень 1938 — вересень 1939);
- Польща (вересень — грудень 1939);
- Німеччина (Західний Вал) (грудень 1939 — травень 1940);
- Франція (травень — вересень 1940);
- Польща (жовтень — грудень 1940);
- Румунія (грудень 1940 — квітень 1941);
- Югославія (квітень — травень 1941);
- Польща (травень — червень 1941);
- СРСР (південний напрямок) (червень 1941 — червень 1942).

## Командування

### Командири
- генерал від інфантерії Густав Антон фон Вітерсхейм (нім. Gustav Anton von Wietersheim) (1 квітня 1938 — 21 червня 1942).

## Бойовий склад 14-го моторизованого корпусу
Формування управління, забезпечення та підтримки
- 414-те артилерійське командування (Arko 414);
- 60-й корпусний батальйон зв'язку (Korps-Nachrichten-Abteilung 60);
- 414-те управління корпусного постачання (Korps-Nachschubtruppen 414).

- 17-та піхотна дивізія (17. Infanterie-Division);
- 2-га моторизована дивізія (2. Infanterie-Division (mot.);
- 13-та моторизована дивізія (13. Infanterie-Division (mot.).

- 13-та моторизована дивізія;
- 29-та моторизована дивізія (29. Infanterie-Division (mot.).

- 13-та моторизована дивізія;
- 29-та моторизована дивізія.

- 9-та танкова дивізія (9. Panzer-Division);
- 10-та танкова дивізія (10. Panzer-Division);
- 13-та моторизована дивізія;
- 9-та піхотна дивізія (9. Infanterie-Division);
- Піхотний полк «Гроссдойчланд» (Infanterie-Regiment Großdeutschland).

- 5-та танкова дивізія (5. Panzer-Division);
- 11-та танкова дивізія (11. Panzer-Division);
- дивізія Лейбштандарте-СС «Адольф Гітлер» (Leibstandarte SS Adolf Hitler).

- 5-та танкова дивізія;
- 11-та танкова дивізія;
- 60-та моторизована дивізія (60. Infanterie-Division (mot.).

- 9-та танкова дивізія;
- дивізія Лейбштандарте-СС «Адольф Гітлер»;
- Танкова дивізія СС «Вікінг» (SS-Division "Wiking").

- 9-та танкова дивізія;
- 16-та танкова дивізія (16. Panzer-Division);
- 25-та моторизована дивізія (25. Infanterie-Division (mot.).

- 9-та танкова дивізія;
- 16-та моторизована дивізія (16. Infanterie-Division (mot.);
- 25-та моторизована дивізія.

- 14-та танкова дивізія (14. Panzer-Division);
- 16-та моторизована дивізія.

- 16-та танкова дивізія;
- 1-ша легка дивізія (100. leichte Division);
- Танкова дивізія СС «Вікінг».

- 13-та танкова дивізія (13. Panzer-Division);
- 16-та танкова дивізія;
- 73-тя піхотна дивізія (73. Infanterie-Division);
- 125-та піхотна дивізія (125. Infanterie-Division);
- дивізія Лейбштандарте-СС «Адольф Гітлер»;
- Танкова дивізія СС «Вікінг».

- 13-та танкова дивізія;
- 73-тя піхотна дивізія;
- 125-та піхотна дивізія;
- дивізія Лейбштандарте-СС «Адольф Гітлер»;
- Танкова дивізія СС «Вікінг».